# Mickaël Delage
Mickaël Delage (Liborna, Gironda, 6 d'agost de 1985) és un ciclista francès, professional des del 2005. Actualment corre a l'equip FDJ.
En el seu palmarès destaquen diversos campionats nacionals de ciclisme en pista i una etapa al Tour de l'Avenir.

## Palmarès
- 2003
  -  Campió de França de persecució per equips junior, amb Jonathan Mouchel, Yannick Marie i Mickaël Malle
  -  Campió de França de velocitat per equips, amb Jonathan Mouchel
- 2004
  -  Campió de França de puntuació
- 2006
  -  Campió de França de persecució per equips, amb Sylvain Blanquefort, Jonathan Mouchel, Mathieu Ladagnous i Mikaël Preau
  - Vencedor d'una etapa del Tour de l'Avenir
- 2013
  - 1r a la Roue tourangelle

### Resultats al Tour de França
- 2007. 117è de la classificació general
- 2009. 101è de la classificació general
- 2010. Abandona (2a etapa)
- 2011. 132è de la classificació general
- 2014. 143è de la classificació general
- 2017. Fora de control (9a etapa)

### Resultats a la Volta a Espanya
- 2007. No surt (15a etapa)
- 2008. 103è de la classificació general
- 2009. 73è de la classificació general
- 2010. Abandona (9a etapa)
- 2015. 109è de la classificació general
- 2018. 112è de la classificació general
- 2019. Abandona (3a etapa)
- 2020. 142è de la classificació general

### Resultats al Giro d'Itàlia
- 2006. 129è de la classificació general
- 2012. 144è de la classificació general
- 2016. 148è de la classificació general